# Sierra de Tartagal
Sierra de Tartagal är en bergskedja i Argentina.   Den ligger i provinsen Salta, i den norra delen av landet, 1 500 km norr om huvudstaden Buenos Aires.
Sierra de Tartagal sträcker sig 23,9 km i nord-sydlig riktning. Den högsta punkten är 1 357 meter över havet.
Topografiskt ingår följande toppar i Sierra de Tartagal:
- Cerro Capiazuti
- Cerro Morro

I omgivningarna runt Sierra de Tartagal växer i huvudsak lövfällande lövskog. Runt Sierra de Tartagal är det glesbefolkat, med 10 invånare per kvadratkilometer.